# Base de la fuerza aérea canadiense de Comox
La Base de la Fuerza Aérea Canadiense de Comox (del inglés: CFB Comox) y en francés: BFC Comox (IATA: YQQ, OACI: CYQQ), es una base de la Real Fuerza Aérea Canadiense y está ubicado a 2,5 MN (4,6 km; 2,9 mi) al noreste de Comox, Columbia Británica, Canadá. Es principalmente operado como una base para las Fuerzas Aéreas pero también recibe vuelos comerciales. Esta es una de las dos bases en Canadá que usa patrullas antisubmarinas y antimarinas CP-140 Aurora.
Las operaciones civiles en este puerto se refieren al terminal como el Aeropuerto de Comox (del inglés: Comox Airport). Este aeropuerto es clasificado por NAV CANADA como un puerto de entrada y es servida por la Canada Border Services Agency. Los oficiales de la CBSA pueden atender aviones de hasta 15 pasajeros.

## Aerolíneas y destinos

### Destinos nacionales
| Ciudades           | Aeropuerto                               | Aerolíneas                                      |
| Canadá             | Canadá                                   | Canadá                                          |
| ------------------ | ---------------------------------------- | ----------------------------------------------- |
| Alberta            |                                          |                                                 |
| Calgary            | Aeropuerto Internacional de Calgary      | WestJet                                         |
| Edmonton           | Aeropuerto Internacional de Edmonton     | WestJet                                         |
| Ontario            |                                          |                                                 |
| Toronto            | Aeropuerto Internacional Toronto Pearson | WestJet (Estacional)                            |
| Columbia Británica |                                          |                                                 |
| Kelowna            | Aeropuerto Internacional de Kelowna      | Pacific Coastal Airlines                        |
| Vancouver          | Aeropuerto Internacional de Vancouver    | Air Canada / Pacific Coastal Airlines / WestJet |

### Destinos internacionales
| Ciudades por países | Nombre del aeropuerto                       | Aerolíneas           |
| América del Norte   | América del Norte                           | América del Norte    |
| ------------------- | ------------------------------------------- | -------------------- |
| México              |                                             |                      |
| Puerto Vallarta     | Aeropuerto Internacional de Puerto Vallarta | WestJet (Estacional) |